# Gan Le'ummi Mivẕar Qaqun
Gan Le'ummi Mivẕar Qaqun (hebreiska: גן לאמי מבצר קקון) är en nationalpark i Israel. Den ligger i distriktet Centrala distriktet, i den norra delen av landet.